# Філіп Димитров
Філіп Димитро́в (болг. Филип Димитров; нар. 31 березня 1955, Софія) — болгарський політичний діяч, колишній глава «Союзу демократичних сил» (СДС). Прем'єр-міністр Болгарії у 1991—1992 роках. Був депутатом 36-х (1991—1994), 37-х (1994—1997) та 40-х (2005—2008) Народних зборів. На початку червня 2008 року оголосив, що відмовляється від місця у парламенті та займатиметься викладацькою діяльністю.

## Біографія
Народився 31 березня 1955 року в Софії. Вивчав англійську мову в школі, яку закінчив 1973 року. Вивчав право у Софійському університеті 1977 року, а потім — індивідуальну та групову психотерапію й використання психодинамічного підходу.
У 1977–1990 роках працював юристом. 1990 року став заступником голови нової партії зелених, яка увійшла до складу СДС. У серпні став заступником голови, а за кілька місяців після усунення Петра Берона, й головою Координаційної ради СДС.
Будучи лідером СДС 1991 року, після перемоги на виборах, Філіп Димитров сформував уряд меншості, який проте, вже за рік, втративши підтримку «Руху за права і свободи» (ДПС) подав у відставку. Після програшу на виборах 1994 року Димитров відмовився від керівництва СДС.
Після повернення СДС до влади Димитров послідовно обіймав посади Представника Болгарії при Організації Об'єднаних Націй в Нью-Йорку (1997–1998) та Надзвичайного і Повноважного Посла Республіки Болгарії у Сполучених Штатах Америки (1998–2001). Після приходу до влади президента Георгія Пирванова 2001 року, демонстративно пішов у відставку і повторно включився в діяльність СДС. Після розколу партії 2004 року залишився лояльним до її лідера Надії Михайлової.
З 15 вересня 2010 року Глава Представництва Європейського Союзу у Грузії.